# Цуйпин
Цуйпи́н (кит. упр. 翠屏, пиньинь Cuìpíng) — район городского подчинения городского округа Ибинь провинции Сычуань (КНР).

## История
Ещё при империи Хань в этих местах был образован уезд Бодао (僰道县). При империи Северная Сун в 1114 году он был переименован в Ибинь (宜宾县).
В 1951 году урбанизированная часть уезда Ибинь была выделена в отдельный город Ибинь, который вошёл в подчинение Специального района Ибинь (宜宾专区). В 1970 году Специальный район Ибинь был переименован в Округ Ибинь (宜宾地区). В 1996 году постановлением Госсовета КНР город Ибинь и округ Ибинь были расформированы. Территория бывшего округа Ибинь стала Городским округом Ибинь, а территория бывшего города Ибинь стала районом Цуйпин в его составе.

## Административное деление
Район Цуйпин делится на 11 уличных комитетов, 10 посёлков и 3 волости.